# Smith-Islands-Nationalpark
Der Smith-Islands-Nationalpark (engl.: Smith-Islands National Park) ist ein Nationalpark im Osten des australischen Bundesstaates Queensland. Er liegt 862 Kilometer nordwestlich von Brisbane und 45 Kilometer nördlich von Mackay.
Die Gruppe besteht aus sechzehn Inseln südlich der Whitsunday Islands und gehört damit auch zum Weltnaturerbe Great Barrier Reef.
In der Umgebung liegen die Nationalparks South Cumberland Islands, Newry Islands, Repulse Islands, Lindeman Islands und Brampton Islands.

## Flora und Fauna
Die Inseln sind größtenteils mit lichtem Wald, der aus niederwüchsigen Bäumen besteht, bedeckt.
In diesen Wäldern gibt es viele Wildtiere und über die Inseln streichen Weißbauch-Seeadler und Fischadler. Um die Inseln kann man Dugongs und Meeresschildkröten sowie im Winter öfters Buckelwale (Megaptera novaeangliae) sehen.

## Einrichtungen und Zufahrt
Auf Goldsmith Island gibt es einen Zeltplatz. Er ist mit Toiletten und Picknicktischen ausgestattet.
Die Inseln sind nur mit privaten oder gecharterten Booten erreichbar.